# Gabriel Farkas
À ne pas confondre avec Farkas Gábor Gábriel, peintre et acteur hongrois
Dans le nom hongrois Farkas Gábor, le nom de famille précède le prénom, mais cet article utilise l’ordre habituel en français Gábor Farkas, où le prénom précède le nom.
Gabriel Farkas, né Gábor Farkas, le 3 novembre 1922 en Hongrie et mort le 15 décembre 2001 à Paris, est un ancien déporté de la Shoah, journaliste et rédacteur en chef français d'origine hongroise.

## Biographie

### Débuts
Dans sa jeunesse, il suit des cours à l'Alliance française.
En tant que Juif et communiste, il est déporté de Hongrie durant la Seconde Guerre mondiale.
Il s'installe à Paris après la guerre où il étudie à l'Institut d'études politiques. En 1949, il décide de ne pas rentrer en Hongrie et demande l'asile en France.

### Carrière
Il entame une trajectoire professionnelle à France Observateur, Paris-Presse, Combat et à Franc-Tireur.

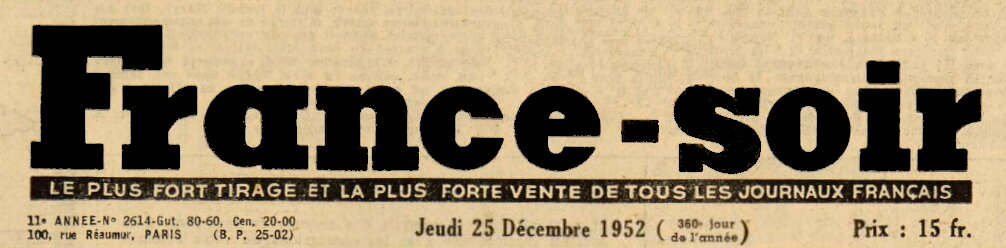
Logo du journal France-soir (1952)

Proche de Thomas Schreiber et de François Fejtő, il est ensuite engagé par Pierre Lazareff à France Soir en 1956. Spécialisé dans l'économie et les pays de l'Est, il devient chef des informations politiques, économiques et sociales en 1965, éditorialiste en 1968 puis rédacteur en chef en 1975, jusqu'à sa retraite en 1987.
Parallèlement, Farkas collabore également à de nombreuses publications politiques et économiques.
Il meurt le 15 décembre 2001 à Paris.

### Affaire Cohn-Bendit
En 1977, il rencontre Bernard Tapie que lui a présenté Claude Colombani, qui est ami de ce dernier car leurs compagnes sont sœurs. En avril 1977, il relaie la campagne pour que Daniel Cohn-Bendit puisse revenir en France l'année suivante pour le dixième anniversaire de Mai 68, même si le ministre de l'Intérieur Michel Poniatowski s'y oppose.
Daniel Cohn-Bendit est en effet convié à un numéro de l’émission télévisée Apostrophes, créée trois ans auparavant, dans laquelle Bernard Pivot souhaite le faire dialoguer avec le préfet de police de l'époque Maurice Grimaud (du 27 décembre 1966 au 13 avril 1971), qui publie ses mémoires le 22 avril 1977, à l'âge de 64 ans, dans lesquelles il souligne l'absence de morts sur Paris intramuros, même si on en compte un dans les Yvelines et plusieurs centaines de blessés sont recensés. Les deux invités dialoguent avant l'émission par voie de presse mais le second n'obtient pas le droit de rentrer en France. Bernard Pivot met alors en place un duplex depuis Genève pour faire apparaître son visage dans un téléviseur placé sur le fauteuil. Le préfet Grimaud prend alors la défense du droit de Daniel Cohn-Bendit rentrer en France, tandis qu'on annonce une arrivée à Paris le 8, 9 ou 10 mai, ce qui ne se produit pas. Son frère Gabriel Cohn-Bendit lance la campagne "Dix ans ça suffit !", qui est un détournement médiatique de l'un des principaux slogans de Mai 68, visant à la démission du général de Gaulle,. Gabriel Farkas décroche au révolutionnaire un rendez-vous avec Simone Veil et André Glucksman tente d'obtenir des ralliements.

## Publications
- Gabriel Farkas et Micheline Jérôme, Groupe André : Les Cent ans d'une belle aventure, janvier 1996, éd. J-C Lattès, 214 pages,   (ISBN 9791037638274) (lire en ligne sur Google Books)